# La ribelle (autobiografia)
La Ribelle è un memoriale scritto dalla detenuta politica anarchica Evgenija Jaroslavskaja Markon nel gennaio-febbraio 1931 in carcere, probabilmente su sollecitazione della GPU che lo utilizzò come prova a suo carico nel processo sommario che la condusse alla fucilazione il 20 giugno 1931. Il manoscritto, intitolato dall'autrice La mia autobiografia e composto da 39 fogli, reca la data del 3 febbraio 1931; è stato ritrovato negli archivi del FSB della regione di Archangel'sk nel 1996.

## Storia editoriale
Il memoriale è stato ritrovato negli archivi del FSB della regione di Archangel'sk nel 1996 e pubblicato per la prima volta in inglese nel 2001 nella raccolta Remembering the Darkness: Women in Soviet Prisons, nel 2008 è stato pubblicato in russo sulla rivista Zvezda, sono seguite le pubblicazioni in francese (2017) e in italiano (2018).

## Contenuto
Nel manoscritto l'autrice ripercorre a colori vivaci la propria vita lanciando pesanti accuse (ma anche insulti e minacce) ai Bolscevichi, rei di aver tradito la rivoluzione. Evgenija Isaakovna Markon nasce nel 1902 in una famiglia ebrea agiata di Mosca, fin da piccola matura idee rivoluzionarie, legge le opere di Max Stirner e di Plechanov e aderisce al Vegetarianismo. Allo scoppio della Rivoluzione russa si getta nella mischia, dopo la repressione della Rivolta di Kronštadt matura la convinzione (a cui dedica largo spazio nel memoriale) che solo il Sottoproletariato possa costituire la vera classe rivoluzionaria. L'incontro con il poeta Aleksandr Jaroslavskij (che poi sposerà) costituisce un momento di svolta. Si avvicina al Biocosmismo corrente letteraria e filosofica di impronta anarchica: Insieme al marito gira per l'URSS e poi per l'Europa tenendo conferenze e pubblicando articoli. Un grave incidente ferroviario in cui perde entrambi i piedi non sembra rallentarla minimamente. Al ritorno in Unione sovietica nel 1928 Aleksandr Jaroslavskij viene condannato a cinque anni di lager per "aiuto alla borghesia mondiale nell'attuazione di attività ostile all'URSS". A questo punto Evgenija Markon passa dalle parole ai fatti mettendo in pratica le teorie illegalistiche fin qui solo teorizzate. Si dedica a piccoli furti, vive di espedienti e si unisce a comuni di malfattori. Attività che, insieme alla propaganda antibolscevica che continua a sviluppare, la porta ben presto al confino e poi in carcere, dove si dimostra ribelle e completamente refrattaria ad ogni disciplina.